# Miszo Juzmeski

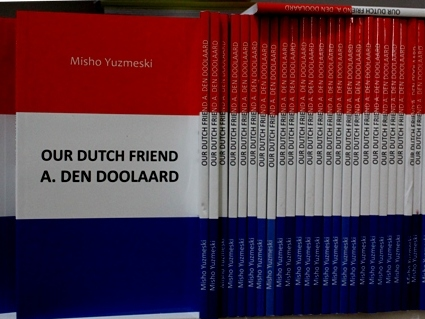
Miszo Juzmeski:Nasziot holandski prijatel A. den Doolaard (angielski)

Miszo Juzmeski (Misho Yuzmeski, Mišo Juzmeski, mac. Мишо Јузмески / Mišo Juzmeski / Misho Juzmeski, ur. 7 kwietnia 1966 w Ochrydzie) – współczesny macedoński pisarz, publicysta i fotografik.

## Życiorys
Jego opowiadania są publikowane w czasopismach i gazetach w Macedonii i poza jej granicami. Wydał kilka książek. Jego pierwszą powieść Premin vo maglata przetłumaczono na język angielski, natomiast inne jego teksty zostały przetłumaczone na języki bułgarski i czeski
Jako fotografik miał kilka indywidualnych i zbiorowych wystawach.
Pracuje jako przewodnik i tłumacz (poza ojczystym językiem, posługuje się również bułgarskim, holenderskim, angielskim, francuskim, niemieckim, włoskim, serbskim i hiszpańskim). Pracował jako redaktor w radiu i gazetach. Zajmował się rozwojem kultury i turystyki na obszarach wiejskich.

## Publikacje
- „Premin vo maglata” – powieść (Skopje, 2005) ISBN 9989-9744-5-4
  - Na angielski: „A Passage through the Fog” (Ochryda, 2009)ISBN 978-9989-911-01-9
  - Na bułgarski: „Проход в мъглата” (Melnik, 2010) ISBN 978-954-447-016-6
- „Neka bide svetlina”[8] – eseje (Błagojewgrad, 2005)
- „Pofalni slova” – eseje (Błagojewgrad, 2006)
- „Elszani – żivot meg’u kamenot i vodata”[9] – monografia (Elszani, 2009)
- „Nasziot holandski prijatel A. den Doolaard” - monografia (Ochryda, 2012) ISBN 978-9989-911-41-5
  - Na angielski: „Our Dutch friend A. den Doolaard“ (Ochryda, 2012) – ISBN 978-9989-911-49-1
  - Na holenderski: „Onze Nederlandse vriend A. den Doolaard“ (Ochryda, 2013) – ISBN 978-9989-911-56-9
- „Sto godini kopneż” - krótkie opowiadania (Ochryda, 2013)  ISBN 978-9989-911-62-0

## Wystawy fotografii
- Ochryda (Macedonia), 2000 – wystawa zbiorowa w Centrum Kultury „Grigor Prlicev”
- Elszani (Macedonia), 2008 – wystawa indywidualna w Galerii „Elszani”
- Melnik (Bułgaria), 2008 – wystawa indywidualna w „Kordopulov dom”
- Burgas (Bułgaria), 2011 – wystawa indywidualna
- Ochryda (Macedonia), 2011 – wystawa indywidualna
- Ochryda (Macedonia), 2012 – wystawa indywidualna
- Bitola (Macedonia), 2013 – wystawa indywidualna
- Ochryda (Macedonia), 2013 – wystawa indywidualna
- Prilep (Macedonia), 2014 – wystawa indywidualna